# 阮玉祥靜
春榮公主阮玉祥靜（越南语：／；1828年2月5日—1875年1月24日），越南阮朝明命帝第二十八女，生母和嬪阮氏奎。

## 生平
明命八年十二月二十日（1828年2月5日），阮玉祥靜在順化皇城出生。嗣德四年（1851年），公主25歲，下嫁協辦大學士梁進祥之孫梁文禮。嗣德二十二年（1869年），嗣德帝封祥靜為春榮公主。嗣德二十七年十二月十七日（1875年1月24日），祥靜去世，享年四十八歲，諡美淑，葬於承天府香水縣居正總楊春下社。
春榮公主育有一子三女。